# Serge Dyot
Serge Dyot (21 de enero de 1960) es un deportista francés que compitió en judo. Ganó una medalla de plata en el Campeonato Mundial de Judo de 1981, y una medalla de plata en el Campeonato Europeo de Judo de 1984.
Participó en los Juegos Olímpicos de Los Ángeles 1984, donde finalizó séptimo en la categoría de –71 kg.

## Palmarés internacional
| Campeonato Mundial | Campeonato Mundial        | Campeonato Mundial | Campeonato Mundial |
| Año                | Lugar                     | Medalla            | Categoría          |
| ------------------ | ------------------------- | ------------------ | ------------------ |
| 1981               | Maastricht (Países Bajos) | Medalla de plata   | –71 kg             |
| Campeonato Europeo |                           |                    |                    |
| Año                | Lugar                     | Medalla            | Categoría          |
| 1984               | Lieja (Bélgica)           | Medalla de plata   | –71 kg             |